# نوق (بجستان)
نوق روستایی از توابع بخش مرکزی شهرستان بجستان در استان خراسان رضوی است که در حدفاصل بین بجستان و فردوس واقع است. ای روستا با راه آسفالته فرعی از مجاور روستای سریده از جاده اصلی فردوس - بجستان جدا می‌شود و همجوار دهستان جزین می‌باشد. پیشه مردمانش کشاورزی و اغلب دامپروری به شیوه سنتی است. بالغ بر ۴۰ قنات و چشمه دارد که جز روستاهای با بیشترین قنات کشور می‌باشد. از محصولات معروف و با کیفیت این روستا می‌توان به قروت (کشک)، روغن زرد (روغن حیوانی) و پنیر در بخش دامداری و شلغم، چغندر، ارزن، گندم، جو و زعفران و اخیراً انار و پسته نیز در بخش کشاورزی اشاره کرد. آب و هوای روستا سرد و خشک می‌باشد و روستا از اطراف با کوه و تپه‌ها محصور شده‌است.
روستای نوق دارای چهار مدرسه شامل مدرسه راهنمایی دخترانه و پسرانه با نام مدرسه شهدای نوق و مدرسه شهید مطهری در بخش ابتدایی پسران و مدرسه نرجس نوق در بخش ابتدایی دختران می‌باشد و یکی از ساختمان‌های مدرسه به مهد کودک و پیش‌دبستانی اختصاص دارد. دارای ساختمان دهیاری و بسیج و شرکت تعاونی روستایی نیز می‌باشد.
از نظر اماکن مذهبی داری مسجد جامع نوق و مسجد کوچک و نیز حسینیه جوانان بنی‌هاشم و ساختمان هیئت انصارالحسین می‌باشد.
دو حلقه چاه موتور کشاورزی و دارای دو راه ارتباطی با جاده اصلی فردوس-بجستان است. قنات‌های معروف نوق ناصرآباد، ارسک، اسفد، مرچ، بدک، گیلو، الله برجی، درختوتی و جهان‌آباد است و دو قنات پای آب و آبنو نیز از وسط روستا عبور می‌کند و آب آشامیدن مردم نیز از این دو قنات تأمین می‌گردد.

## جمعیت
این روستا در دهستان جزین قرار داشته و براساس سرشماری مرکز آمار ایران در سال ۱۳۹۰، جمعیت آن ۸۹۵ نفر (۲۷۱ خانوار) بوده‌است.

## توضیح لغت‌نامه دهخدا در مورد این روستا
در لغت نامه دهخدا، در مورد این روستا آمده‌است: «دهی است از دهستان میان‌تکاب بخش بجستان شهرستان گناباد، در ۳۰ هزارگزی جنوب بجستان و ۱۰ هزارگزی مغرب جادهٔ بجستان به فردوس در منطقه کوهستانی گرمسیری واقع است و ۶۰۰ تن سکنه دارد. آبش از قنات، محصولش غلات و ارزن و زیره، شغل مردمش زراعت است. مزارع لیدک، اسپورت، درخت طوطی، ارسک، گز جزو این ده‌است.»